# Heraldische kaart van het Brugse Vrije

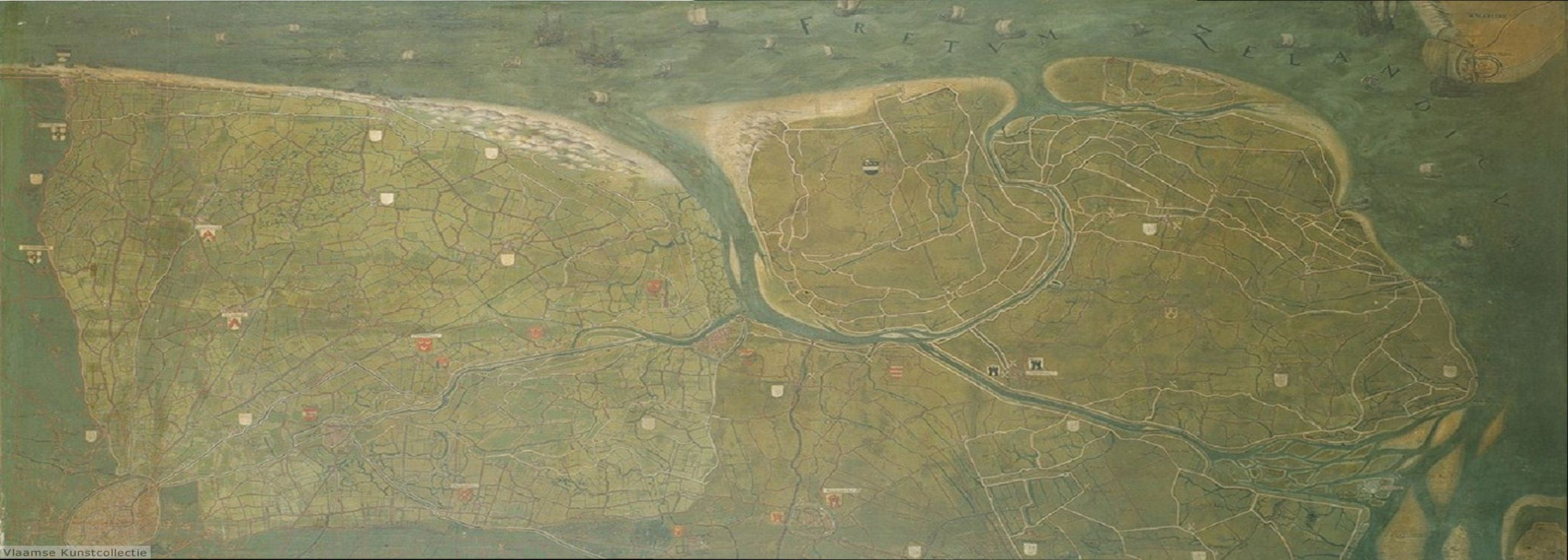
Heraldische kaart van het Brugse Vrije, resterende deel uit oorspronkelijke kaart van Pieter Pourbus

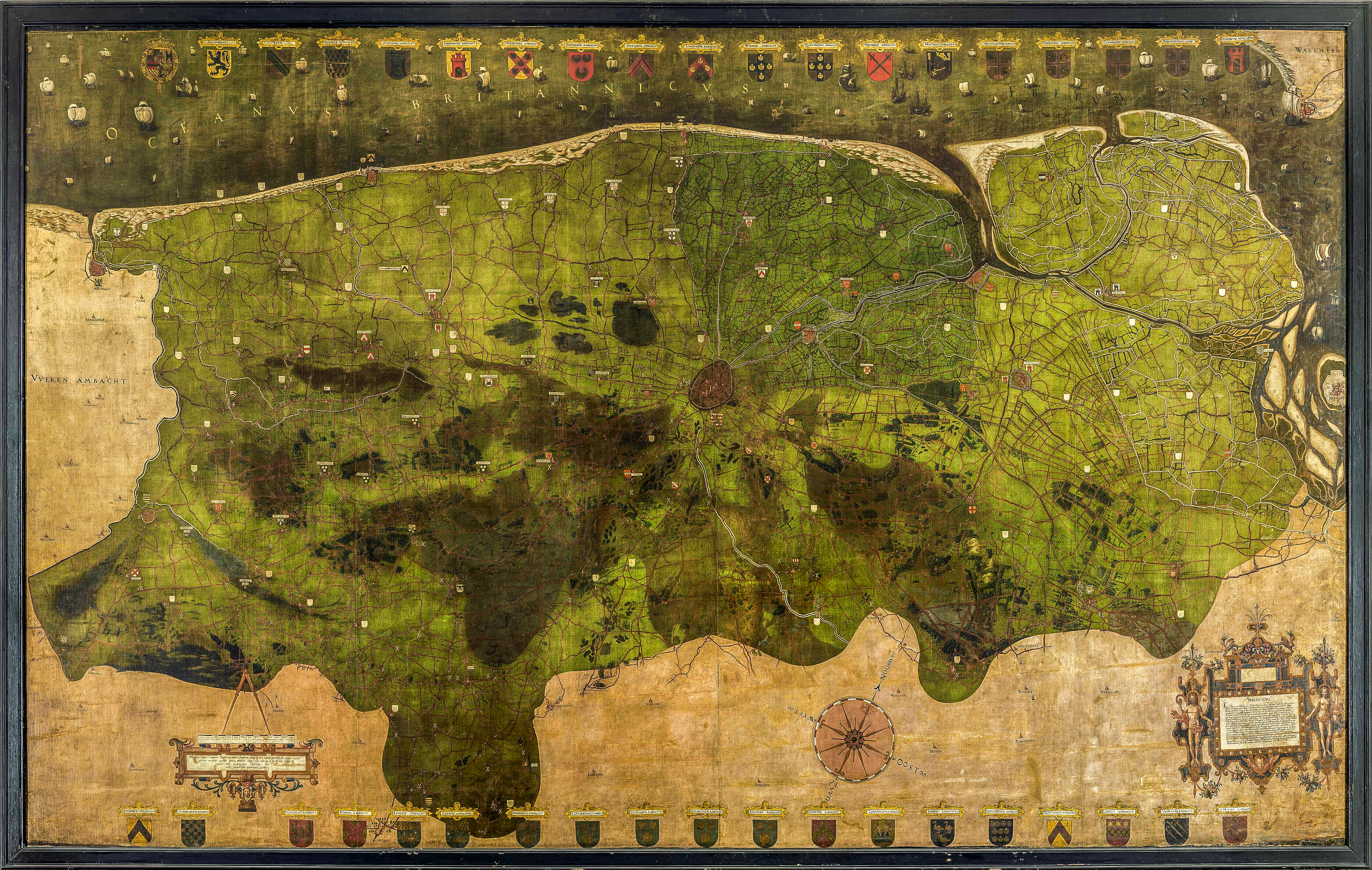
Heraldische kaart van het Brugse Vrije, kopie door Pieter Claeissens

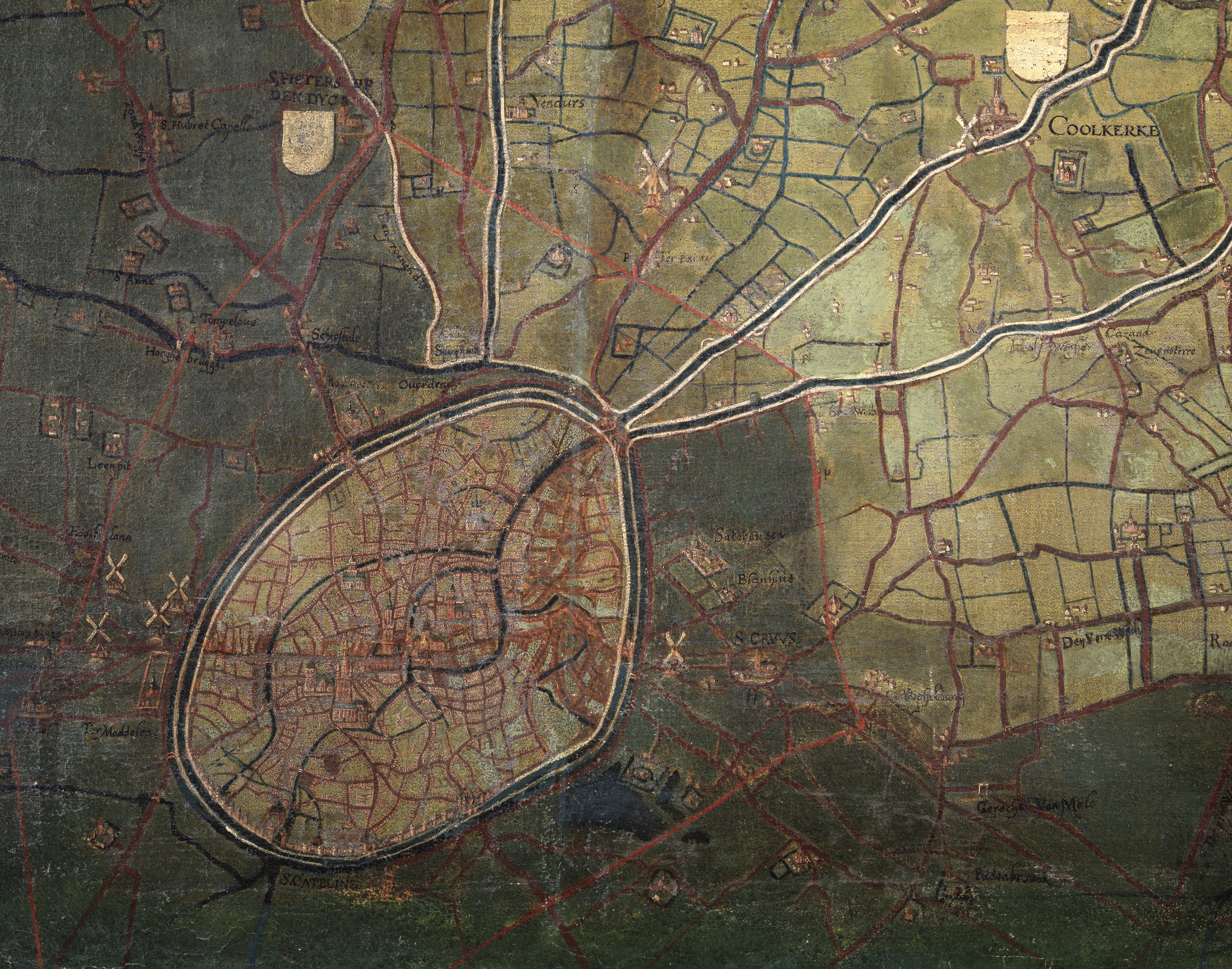
Detail uit de heraldische kaart van het Brugse Vrije, oorspronkelijke kaart van Pieter Pourbus

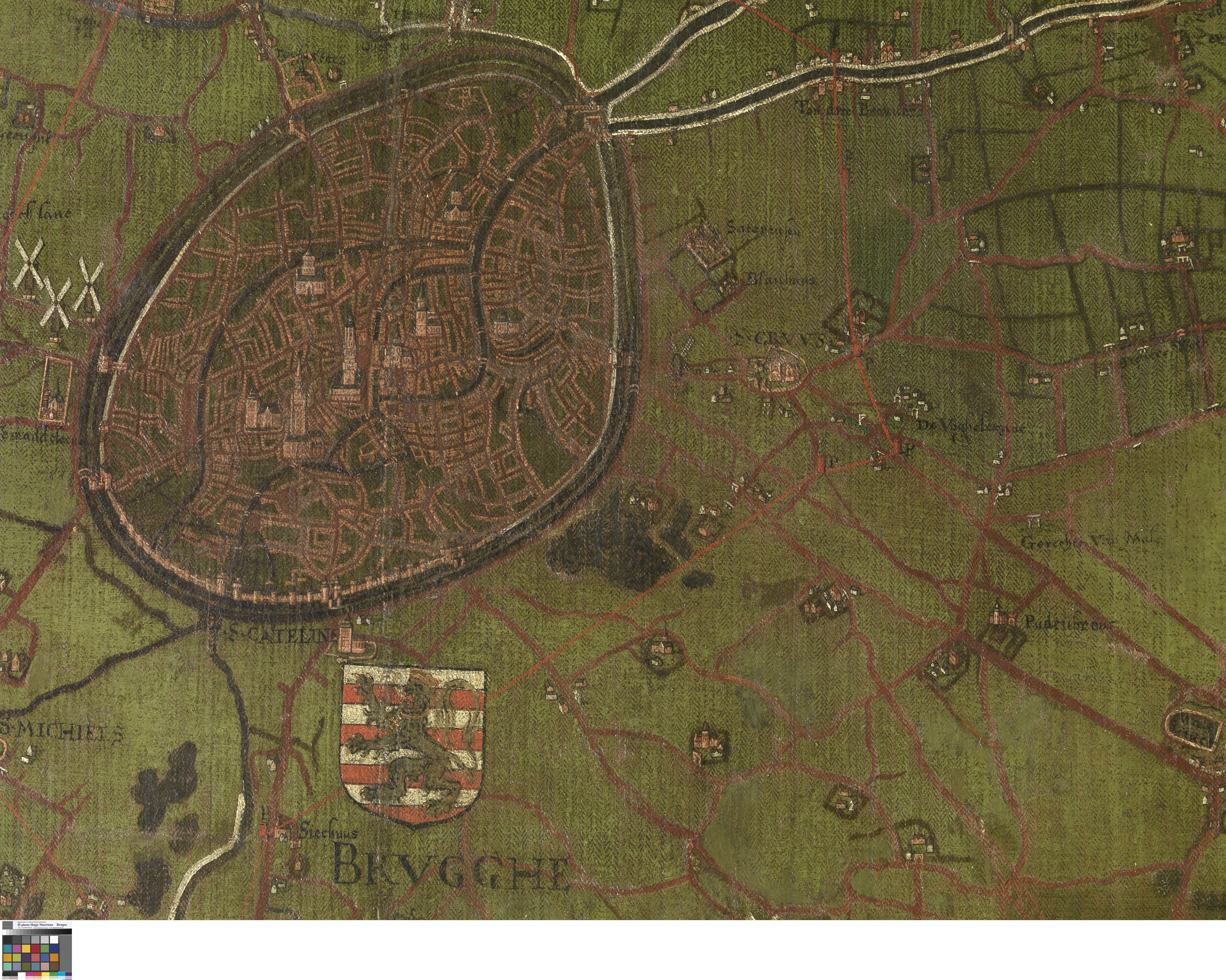
Detail uit de heraldische kaart van het Brugse Vrije, kopie door Pieter Claeissens

De Heraldische kaart van het Brugse Vrije, ook de grote kaart van het Brugse Vrije genoemd, is het omvangrijkste cartografisch werk van Pieter Pourbus. Het is sinds 2023 een Vlaams topstuk.
De enorme kaart (23,58 m²) werd gemaakt in opdracht van het Brugse Vrije in de periode 1561-1571. Van de oorspronkelijke kaart blijft slechts de rechterbovenhoek over (die valt te bezichtigen in het Groeningemuseum). In 1601 (sommige bronnen zeggen 1597) werd een getrouwe kopie afgeleverd door Pieter Claeissens, omdat het origineel na vijfentwintig jaar al zware schade had geleden. Deze kopie valt te bezichtigen in het Stadsarchief van Brugge.

## Kenmerken
Op de kaart staan de wapenschilden van de afgebeelde ambachten en heerlijkheden. Vandaar ook de naam "Heraldische kaart". Dankzij intensief veldwerk leverde Pourbus een doorgaans betrouwbaar beeld van de weergegeven objecten: meer dan 8000 huizen, tientallen kastelen, honderden molens en meer dan 500 km dijk. Doordat de kaart gemaakt is aan de hand van triangulatie – wellicht paste Pourbus als een van de eersten de techniek toe beschreven door Gemma Frisius in 1533 – geeft deze een behoorlijk accuraat beeld weer van de betrokken regio. Dit beeld wordt versterkt door het gebruik van conventionele tekens, waardoor de kaart een weerspiegeling geeft van het laat-16e-eeuwse landschap.